# Pterognathiidae
Pterognathiidae is een familie in de taxonomische indeling van de tandmondwormen (Gnathostomulida).